# Marco Babini
Marco Babini (Forlì, 4 aprile 1966) è un ex calciatore italiano, di ruolo difensore.

## Carriera
Inizia a giocare nel Castrocaro in Promozione, successivamente viene scoperto dalla squadra della sua città natale, dove gioca per due stagioni in Serie C2, passando successivamente al Brescia per una stagione giocando in Serie B, dove colleziona 37 presenze con 1 gol; nel 1990 passa al Monza, dove gioca per quattro stagioni consecutive, conquistando anche una promozione in B dove giocherà altre due stagioni sempre nel Monza.

Termina poi la sua carriera chiudendo con il Forlì con cui giocherà altre due stagioni, entrambe in Serie C2.

## Statistiche

### Presenze e reti nei club
| Stagione          | Squadra           | Campionato        | Campionato | Campionato | Coppe nazionali | Coppe nazionali | Coppe nazionali | Coppe continentali | Coppe continentali | Coppe continentali | Totale | Totale |
| Stagione          | Squadra           | Comp              | Pres       | Reti       | Comp            | Pres            | Reti            | Comp               | Pres               | Reti               | Pres   | Reti   |
| ----------------- | ----------------- | ----------------- | ---------- | ---------- | --------------- | --------------- | --------------- | ------------------ | ------------------ | ------------------ | ------ | ------ |
| 1984-1985         | Castrocaro        | Prom.             | 26         | 0          | -               | -               | -               | -                  | -                  | -                  | 26     | 0      |
| 1985-1986         | Castrocaro        | Prom.             | 1          | 0          | -               | -               | -               | -                  | -                  | -                  | 1      | 0      |
| Totale Castrocaro | Totale Castrocaro | Totale Castrocaro | 27         | 0          |                 | -               | -               |                    | -                  | -                  | 27     | 0      |
| 1986-1987         | Forlì             | C2                | 20         | 1          | -               | -               | -               | -                  | -                  | -                  | 20     | 1      |
| 1987-1988         | Forlì             | C2                | 34         | 0          | -               | -               | -               | -                  | -                  | -                  | 34     | 0      |
| 1988-1989         | Forlì             | C2                | 32         | 2          | -               | -               | -               | -                  | -                  | -                  | 32     | 2      |
| 1989-1990         | Brescia           | B                 | 37         | 1          | CI              | 0               | 0               | -                  | -                  | -                  | 37     | 1      |
| 1990-1991         | Monza             | C1                | 13         | 0          | -               | -               | -               | -                  | -                  | -                  | 13     | 0      |
| 1991-1992         | Monza             | C1                | 5          | 0          | -               | -               | -               | -                  | -                  | -                  | 5      | 0      |
| 1992-1993         | Monza             | B                 | 34         | 0          | -               | -               | -               | -                  | -                  | -                  | 34     | 0      |
| 1993-1994         | Monza             | B                 | 25         | 0          | -               | -               | -               | -                  | -                  | -                  | 25     | 0      |
| Totale Monza      | Totale Monza      | Totale Monza      | 77         | 0          |                 | -               | -               |                    | -                  | -                  | 77     | 0      |
| 1994-1995         | Forlì             | C2                | 32         | 0          | -               | -               | -               | -                  | -                  | -                  | 32     | 0      |
| 1995-1996         | Forlì             | C2                | 29         | 0          | -               | -               | -               | -                  | -                  | -                  | 29     | 0      |
| Totale Forlì      | Totale Forlì      | Totale Forlì      | 147        | 2          |                 | -               | -               |                    | -                  | -                  | 147    | 2      |
| Totale carriera   | Totale carriera   | Totale carriera   | 288        | 3          |                 | -               | -               |                    | -                  | -                  | 288    | 3      |

## Palmarès

### Calciatore
- Coppa Italia Serie C: 1

Monza: 1990-1991